# こけらずし (三重県)
こけらずしは三重県東紀州地域の郷土料理。押し寿司の一種である。

## 概要
人が集まった際や、慶事の際によく作られる押し寿司である。
複数の具材を寿司飯に乗せ、その上に葉を敷き、さらに寿司飯、具材、葉と3段あるいは5段ほど重ねて押し寿司にする。
こけらずしの材料の具材は5種類とされ、彩り豊かな仕上がりとする。5種類の中の1種は必ず魚を使い、主に魚を酢の物にしたものが使用される。魚にはしめさば、サンマ、アジなど、その時々の旬の魚が使用される。
各段の間に敷く植物の葉には、山いちごの葉、花みょうがの葉などが用いられる。葉の香りや味が、寿司の味を引き立てるほか、防腐効果もあるといわれている。

## 名称について
こけらずしを単に押し寿司と呼ぶこともある。
名前の由来は、こけら落としの席で出されていたこと、杮葺の屋根のように1枚1枚ずらし重ねて具材を盛り付けたことからとされる。
方言としては熊野市や南牟婁郡での押し寿司の言い方であり、津市でも古老は「こけらずし」の呼称を使うこともある。

## 押し型
東紀州で押し寿司が発達したのは、この地域に豊かな木材資源（主にヒノキ）があり、木材を利用した押し型が発達したことによると考えられている。
押し型には、米一升型、五合型、三合型といったいろいろな伝統的なサイズの型があるほか、近年では少人数用に適用するような小型のものや一人用、一段用など型も作られている。尾鷲市須賀利町では米二升半用の大きな押し型も使われている。

## 食べ方
外枠を抜き取って、重ねたまま食べやすい大きさに切る。取り分けられたこけらずしは、上から葉を外しながら1段ずつ食べる。

## 食べる機会
祭り、結婚式といった祝い事、60歳の還暦や厄祝いの際にこけらずしをたくさん作り、切り分けて親戚や近所に配って共に祝い合う。
地域では馴染みの深い料理であり、年間を通して作られている。

## 地域ごとの特色
海山町（現・紀北町）
4段重ねのこけらずしを扇形に切って供する。
尾鷲市
上述のように大きな押し型でも作られるが、小さい押し型に2段重ねのこけらずしも食されている。
葉にはミョウガ、カラシナ、野いちごの葉が使用される。
南伊勢町
葉にはツワブキが使用される。